# Torbjörn Näsbom
Lars Torbjörn Näsbom, född 3 oktober 1961 i Hållnäs församling, Uppsala län, är en svensk nyckelharpist.

## Diskografi
- 2003 – Vatten (AM 011).[4]
- 2007 – From Castle & Cottage (MRCD-014).[5]
- 2013 – Live at Ekebyholm (Nas 001). Tillsammans med brodern Pär Näsbom.[6]

## Utmärkelser
- 2006 – Viksta-Lasses stipendiet.[7]
- 2014 - Zornmärket i guld.[8]